# Alfred Lundberg
Alfred Lundberg (5 de abril de 1852 – 11 de abril de 1935) fue un actor y director de nacionalidad sueca.

## Biografía
Su nombre completo era Johan Alfred Lundberg, y nació en la Parroquia de Bälinge, en el Municipio de Upsala, Suecia.
Lundberg debutó en el cine en 1913 con la película de Victor Sjöström Miraklet, trabajando a lo largo de su carrera en más de 35 producciones. Además, entre los años 1905 y 1911 dirigió una compañía teatral propia.
Falleció en la Parroquia de Rådmansö, en el Municipio de Upsala, en el año 1935. Fue padre de la actriz Signe Lundberg-Settergren.

## Filmografía (selección)
- 1913 : Miraklet
- 1914 : För sin kärleks skull
- 1914 : Bra flicka reder sig själv
- 1914 : Hjärtan som mötas
- 1914 : Salomos dom
- 1915 : En av de många
- 1915 : Hjälte mot sin vilja
- 1915 : Landshövdingens döttrar
- 1915 : Kampen om en Rembrandt
- 1915 : Patriks äventyr
- 1915 : Strejken
- 1916 : Vingarne
- 1916 : Politik och brott
- 1916 : Millers dokument
- 1916 : Enslingens hustru
- 1916 : Dödskyssen
- 1917 : Den levande mumien
- 1917 : Miljonarvet
- 1917 : Vem sköt?
- 1917 : Allt hämnar sig
- 1919 : Synnöve Solbakken
- 1921 : En lyckoriddare
- 1921 : Kvarnen
- 1922 : Vem dömer
- 1922 : Kärlekens ögon
- 1923 : Andersson, Pettersson och Lundström
- 1923 : Närkingarna
- 1924 : Livet på landet
- 1925 : Ingmarsarvet
- 1925 : Damen med kameliorna
- 1925 : Skeppargatan 40
- 1926 : Fänrik Ståls sägner-del I
- 1926 : Mordbrännerskan
- 1928 : Stormens barn
- 1930 : Charlotte Löwensköld

## Teatro
- 1902 : Sherlock Holmes, de Walter Christmas, Svenska teatern de Estocolmo[1]
- 1918 : Ricardo III, de William Shakespeare, dirección de Einar Fröberg, Komediteatern[2]
- 1928 : Mary Dugans process, de Bayard Veiller, dirección de Harry Roeck-Hansen, Blancheteatern[3]